# Église Saint-Marc de Villeneuve-Loubet
L’église Saint-Marc est une église catholique située à Villeneuve-Loubet, en France. Construite au XVe siècle par les Lascaris, elle est entièrement restaurée en 2013.
Durant la Renaissance, l'église fut un lieu de dévotion à une relique appelée la « clé miraculeuse de Marcoul », que les pèlerins souffrant des écrouelles venaient toucher pour obtenir une guérison.

## Localisation
L'église est située dans le département français des Alpes-Maritimes, sur la commune de Villeneuve-Loubet. Elle se trouve dans le village en contrebas du château de Villeneuve. Depuis son parvis, elle offre un panorama qui s’étend de la vallée du Loup jusqu’à la mer.

## Historique
L'église est érigée à la fin du XVe siècle, entre 1480 et 1495, à l’initiative des Lascaris, comtes de Tende et seigneurs de Villeneuve. Elle est initialement consacrée à Notre-Dame du Gaudelet, jusqu'en 1838, puis dédiée définitivement à saint Marc, saint patron de Villeneuve déjà depuis plusieurs siècles. Un premier clocher-tour est mentionné au XVIIe siècle.

« On la donne à baiser aux hommes et aux femmes du côté de l'anneau et on l'applique aux animaux du côté des dents en disant Deus Pater, Deus Filius, Deus Spiritus Sanctus, per intercessionem beati Marculphi liberat te e malo rabei,  et en ouvrant le tabernacle on dit l'antienne similabo où est l'oraison des abbés. »

— Marie-Hélène Froeschlé-Chopard, Les dévotions populaires d'après les visites pastorales : un exemple, le diocèse de Vence au début du XVIIIe siècle
L'église a fait l'objet d'une dévotion à la « clé de Marcoul », vénérée comme une relique qui serait capable, comme son détenteur, de guérir les écrouelles. Cette clé, conservée dans une armoire d'une des chapelles, était utilisée pour guérir les personnes et les animaux touchés par la rage. Le phénomène est dans un premier temps rapporté pendant l'épiscopat d'Antoine Gaudeau. En janvier 1668, on ordonne que la châsse d'argent qui contient la clé soit exposée dans la chapelle. L'église compte une confrérie de pénitents d'une quinzaine de membres au début du XVIIIe siècle.
En 1715, le pèlerinage subsistait, d'après Flodoard Moret de Bourchenu, qui rapporte une quête fructueuse à Saint-Marc en raison de cette dernière. La clé était alors appliquée aux hommes du côté de l'anneau et aux animaux du côté des dents. La tradition aurait subsisté de façon moindre au XIXe siècle. Finalement, l'objet, qui existerait toujours dans l'église, a été considéré comme « confondu avec d'autres vieilles clés ».
Un nouveau clocher en pierre est construit en 1854.

### Histoire contemporaine
Les onze vitraux sont réalisés par l'artiste peintre Pier Le Colas et le maître verrier Alain Peinado entre 2001 et 2005 selon une technique du XIIe siècle.
Noircie par le temps, l'église est restaurée intégralement en 2013 après neuf mois de travaux. Un nouvel autel abritant des reliques de saints est consacré en 2016 par l'évêque de Nice, André Marceau.
En 2017, lors du dimanche de Pentecôte, plusieurs objets liturgiques y sont dérobés par deux hommes, rapidement interpellés. On retrouve les objets dans la cour d'une maison voisine : une croix ancienne en bois doré, un Christ cassé et une station du chemin de croix en cuivre émaillé.

## Description
La nef de trois travées se prolonge par un chœur de même largeur. De part et d’autre de la troisième travée, deux chapelles latérales forment un plan cruciforme. Celle de droite sert de tombeau aux marquis de Panisse-Passis ; elle porte la date de 1842. Le chœur est couvert d’une croisée d'ogives de section carrée. Les trois travées de la nef sont couvertes d’un berceau plein cintre à pénétrations. Les deux chapelles latérales sont couvertes d’un berceau plein cintre.
L’intérieur est décoré par des revêtements de couleurs, des fresques et des toiles. La façade principale de l’église comporte une porte d’entrée en bois peinte, encadrée de pierres de taille et une ouverture en plein cintre, décorée de vitraux, qui permet d’éclairer la nef dans sa longueur. L’entrée est accessible par un palier, qui est surélevé de quelques marches.